# Las momias, un viaje a la eternidad
Las momias, un viaje a la eternidad (título original en francés: Les Momies : Un voyage dans l'éternité) es una monografía ilustrada sobre la momificación en el Antiguo Egipto, los ritos funerarios del Antiguo Egipto y la historia de los descubrimientos de las momias egipcias. La obra es el 32.º volumen de la colección «Biblioteca de bolsillo CLAVES», coescrita por la egiptóloga francesa Françoise Dunand y el médico Roger Lichtenberg, y publicada por la editorial barcelonesa Ediciones B en 1999. La edición original en francés fue publicada por la editorial parisina Éditions Gallimard en 1991, como el 118.º volumen de su colección enciclopédica «Découvertes Gallimard».

## Introducción

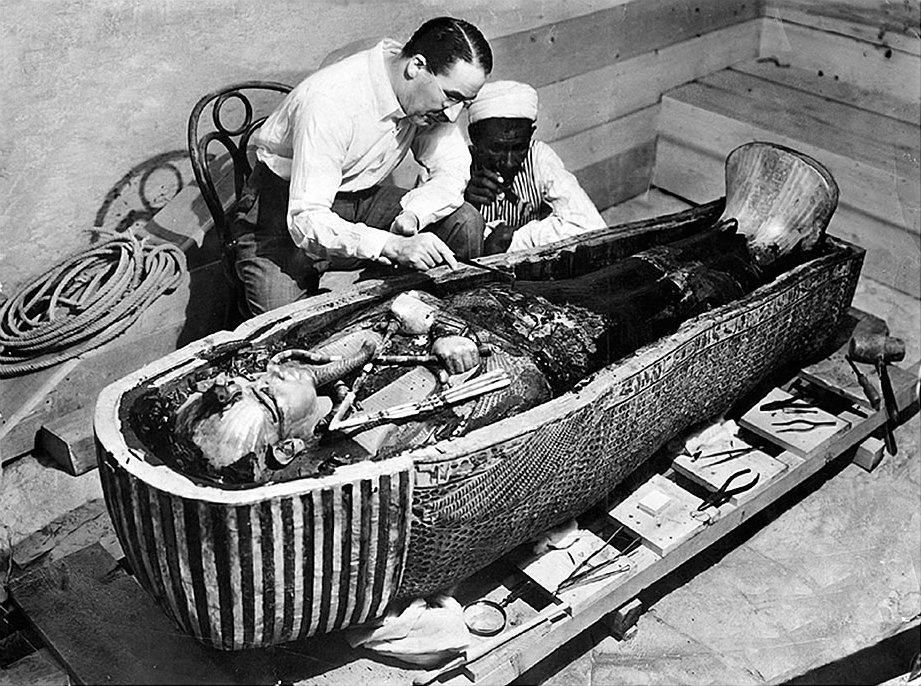
El arqueólogo Howard Carter estudiando el sarcófago de Tutankamón. Fotografía reproducida en la cubierta de la edición española.

Publicado en la serie Archéologie dentro de la colección «Découvertes», el libro se abre con fotografías de página completa de nueve momias de la necrópolis de Duch, excavadas por el Instituto Francés de Arqueología Oriental. Ambos autores participaron en estas excavaciones. Los autores también agregan una dimensión científica al conocimiento histórico de las momias, basándose en análisis radiográficos o genéticos recientes de los cuerpos.
La obra es un estudio arqueológico y antropológico sobre la momificación egipcia y las prácticas funerarias en el antiguo Egipto, una práctica que los egipcios desarrollaron a principios del Reino Antiguo, que duró hasta el Egipto romano (retratos de El Fayum), e incluso bajo el Egipto cristiano de los primeros siglos.

## Resumen
Desde Heródoto, los viajeros de la antigüedad habían quedado impresionados por este extraño país, que «no se parece en nada a los demás», y los antiguos egipcios preservaron el cadáver de la manera más realista posible. Gracias a los testimonios de los árabes, el Occidente siempre ha sabido que el antiguo Egipto era un país de momias. Hoy en día, conocemos la mayoría de los procesos de momificación, la desecación de cuerpos obtenida mediante el clima seco de Egipto, extracción de vísceras, uso de natrón y vendajes. Asimismo, sabemos qué tipo de rituales acompañaron la preparación del cadáver, quienes fueron los responsables del proceso de momificación. En cuanto al porqué de la momificación, se relaciona con la religión egipcia, para la cual es garantía de inmortalidad, la posibilidad de una nueva vida: la vida después de la muerte.

## Recepción
El sitio web Babelio otorga al libro una calificación promedio de 3.42 sobre 5, basada en 13 calificaciones. En el sitio web Goodreads, la edición estadounidense obtiene un promedio de 3.92/5 basado en 26 calificaciones; la edición británica un promedio de 3.82/5 basado en 11 calificaciones, lo que indica «opiniones generalmente positivas».

## Críticas
En la revista Dialogues d'histoire ancienne, el historiador Georges Tate dio una reseña positiva a la obra: «En cinco capítulos densos, claros y suntuosamente ilustrados, los autores presentan un documento sobre el tema basado en los descubrimientos más recientes que se extiende a todas las preguntas que se pueden plantear sobre las momias. [...] Una obra suntuosa donde el interés del texto no flaquea gracias a una escritura viva y clara, y a una ilustración que destaca por su calidad y por el soporte y en ocasiones las ampliaciones que aporta al texto.»
El egiptólogo ruso Víctor Sólkin escribió en su reseña: «El mundo de las momias, las máscaras funerarias y los amuletos, los textos conmemorativos y las tumbas grandiosas se ha convertido en una de las "tarjetas de presentación" del antiguo Egipto a los ojos de nuestros contemporáneos. Parece que se ha escrito mucho sobre este tema; sin embargo, es poco común encontrar una publicación que, en un lenguaje sencillo y accesible, explique la esencia de un fenómeno tan complejo y, al mismo tiempo, tan fascinante. En este contexto, el libro de F. Dunand y R. Lichtenberg, pequeño pero informativo y bellamente ilustrado, se convertiría en un verdadero hallazgo para el lector de habla rusa, sobre todo considerando que además de información interesante, sus páginas contienen imágenes de monumentos verdaderamente extraordinarios e imágenes históricas únicas. Todo estaría bien, pero la edición rusa resultó ser en parte incorrecta "gracias" al trabajo de la traductora. [...] El libro original es bueno para la masa de detalles específicos, nombres, lo que permite al lector comprender mejor el material, hacer comparaciones, encontrar analogías en otros libros. [...] Es un libro muy valioso escrito para cualquier persona interesada en Egipto por dos expertos reconocidos. Su texto va acompañado de excelentes ilustraciones, muy bien reproducidas en la versión rusa. [...] Definitivamente vale la pena comprar el libro, a pesar de todos los errores de traducción. Por alguna razón, los británicos pudieron hacer una traducción de alta calidad de un libro francés. ¿Por qué somos peores?»